# 克氏隱帶麗魚
克氏隱帶麗魚，為輻鰭魚綱鱸形目隆頭魚亞目慈鯛科的其中一種，分布於南美洲秘魯及厄瓜多Napo河與哥倫比亞Putumayo及Caquetá河流域，體長可達5.4公分，棲息在水質略為混濁的溪流，生活習性不明。

## 擴展閱讀
維基物種上的相關：克氏隱帶麗魚